# Sertularella tricincta
Sertularella tricincta is een hydroïdpoliep uit de familie Sertulariidae. De poliep komt uit het geslacht Sertularella. Sertularella tricincta werd in 1939 voor het eerst wetenschappelijk beschreven door Billard. 